# Contre-la-montre masculin des moins de 23 ans aux championnats du monde de cyclisme sur route 2000
Navigation
1999 2001
Le contre-la-montre masculin des moins de 23 ans des championnats du monde de cyclisme sur route 2000 a lieu le 10 octobre 2000 autour de Plouay, en France. Il est remporté par le Russe Evgueni Petrov.

## Classement
|                           | Coureur | Pays  |    | Temps   |
| ------------------------- | ------- | ----- | -- | ------- |
| Médaille d'or, monde      | [[]]    | {{}}  | en | h min s |
| Médaille d'argent, monde  | [[]]    | {{ }} | +  | s       |
| Médaille de bronze, monde | [[]]    | {{ }} | +  | s       |